# Gabinete Martinho Campos
O Gabinete Martinho Campos, apelidado de Canoa do Pai Martinho, foi o ministério formado pelo Partido Liberal em 21 de janeiro de 1882 e dissolvido em 3 de julho do mesmo ano. Foi chefiado por Martinho Álvares da Silva Campos, sendo o 25º gabinete do Império do Brasil após o estabelecimento do Decreto n.º 523 de 1847. Foi antecedido pelo Gabinete Saraiva I e sucedido pelo Gabinete Paranaguá.

## Contexto

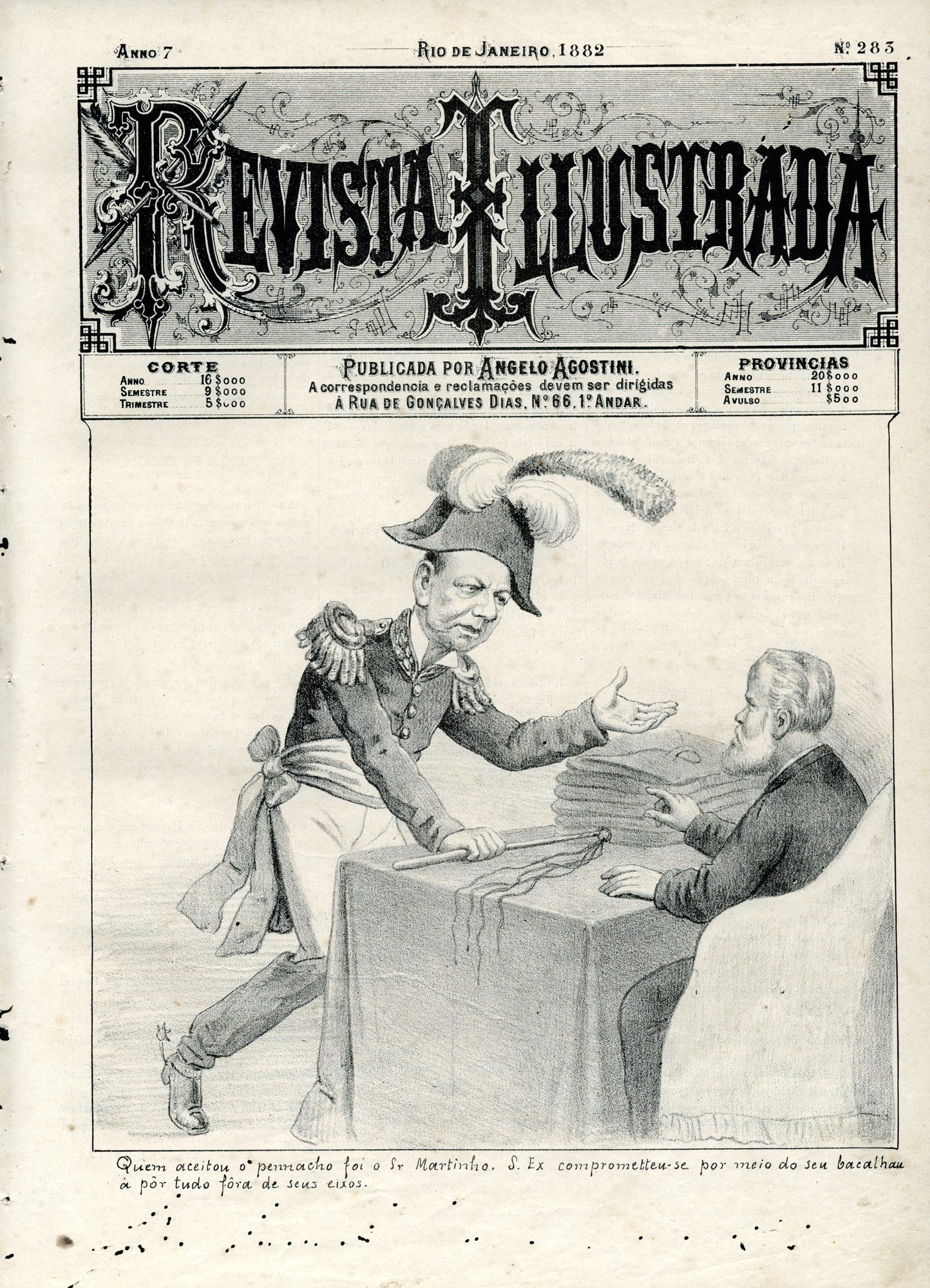
Charge a respeito da gestão Martinho Campos (Revista Illustrada, 1882).

Segundo Sérgio Buarque de Holanda (2004):
[...] o único Presidente do Conselho mais estreitamente ligado aos interesses da lavoura cafeeira, no caso da velha lavoura, seria, possivelmente, em 1882, Martinho Campos, político mineiro e liberal, mas fazendeiro fluminense e escravocrata. No entanto, a "canoa do pai Martinho", como ele batizara seu Ministério, será de curta navegação: soçobrará dentro de seis meses, atingida de morte pelos próprios contrastes que carregava no bojo.

## Composição
O gabinete foi composto da seguinte forma:
- Presidente do Conselho de Ministros: Martinho Álvares da Silva Campos.
- Ministro dos Negócios do Império: Rodolfo Epifânio de Sousa Dantas.
- Ministro da Justiça: Rodolfo Epifânio de Sousa Dantas; substituído em 3 de fevereiro de 1882 por Manuel da Silva Mafra.
- Ministro dos Estrangeiros: Filipe Franco de Sá.
- Ministro da Fazenda: Martinho Álvares da Silva Campos.
- Ministro da Marinha: Bento Francisco de Paula Sousa; substituído em 6 de maio de 1882 por Antônio Carneiro da Rocha.
- Ministro da Guerra: Afonso Augusto Moreira Pena.
- Ministro da Agricultura, Comércio e Obras Públicas: Manuel Alves de Araújo.

## Programa de governo
Segundo o Presidente do Conselho de Ministros (1882):
A Câmara permitir-me-a dizer-lhe que não me julgo na obrigação de expôr um programa político. Quando se me chamou para organizar o ministério, todo o público sabia que se chamava o deputado Martinho Campos com esses vinte e tantos anos de oposição. O que o público e a Câmara tem direito de exigir de mim é que no ministério seja coerente com o que fui na oposição. [...] Não tenho um programa político a fazer, devo declarar à Câmara que, aceitando os estilos do parlamento inglês - balda que eu confesso que tenho - desejava ver no Brasil estabelecidos esses estilos. [...] não tendo um programa político a fazer, limitar-me-ei a pedir à Câmara seu apoio, o apoio não só dos liberais, com o qual julgo dever contar [...].
O gabinete apresentou o seguinte programa de governo:
- Instituir leis anuais de fixação de forças de terra e de mar.
- Melhorar o estado do câmbio, com a retirada de papel-moeda.
- Reformar a instrução pública, primária, secundária e superior.
- Reformar a legislação referente às sociedades anônimas.
- Incentivar a colonização.

## Legislação aprovada
O gabinete aprovou a seguinte legislação:
- Decreto nº 3.065 de 6 de maio de 1882: Contém diversas disposições sobre concordatas comerciais.
- Decreto nº 3.072 de 27 de maio de 1882: Declara válidos em todo o Império, verificadas certas condições, os diplomas de farmacêuticos, conferidos pelas escolas de Farmácia criadas pelas Assembleias Legislativas Provinciais aos alunos aprovados nas matérias do curso farmacêutico.
- Lei nº 3.073 de 17 de junho de 1882: Concede ao Ministério dos Negócios do Império um crédito extraordinário de 20.000:000$ para despesas com socorros às províncias flageladas pela seca.
- Decreto nº 8.602 de 23 de junho de 1882: Manda observar o regimento especial das provas e processo dos concursos para os lugares de professores e substitutos do Imperial Colégio de Pedro II.